# Prism Studios
Prism Studios est un studio irlandais de développement et éditeur de jeux vidéo fondé en août 2016 et cessant son activité en décembre 2020. Le studio est principalement connu pour la sortie de sa préquelle non officielle de Portal 2 nommée Portal Stories: Mel.

## Histoire
Avant d'être connu sous le nom Prism Studios, les employés qui la constitue était un groupe de fans qui rendent public en 2015 le mod solo Portal Stories: Mel. Celui-ci se présente comme étant une préquelle non officielle de Portal 2 dont les événements se déroulent après Portal,.
Le jeu est très bien accueilli par les fans et les critiques,, obtenant une note très positive sur Steam et remportant le prix de Meilleure création par des fans lors des The Game Awards 2015. Une version en réalité virtuelle est publiée l'année suivante avec Unreal Engine 4 à la place du moteur original des jeux Portal développé par Valve nommé Source.
Peu de temps après, le 5 août 2016, Prism Studios devient une société située à Belfast dans l'Irlande du Nord au Royaume-Uni. Ils publient leur second jeu The Captives: Plot of the Demiurge en 2018,. Leur troisième projet nommé The YR-Initiative n'est jamais dévoilé au grand public.
L'entreprise cesse son activé en décembre 2020.

## Jeux vidéo
| Nom                                | Année     | Genre                     | Plateformes           |
| ---------------------------------- | --------- | ------------------------- | --------------------- |
| Portal Stories: Mel                | 2015      | Action, réflexion, puzzle | Windows, macOS, Linux |
| Portal Stories: VR                 | 2016      | Réflexion, puzzle         | HTC Vive              |
| The Captives: Plot of the Demiurge | 2018      | Action, aventure          | Windows, macOS, Linux |
| The YR-Initiative                  | Abandonné | Puzzle, aventure          | Inconnus              |